# Maurice Senart
Pour les articles homonymes, voir Sénart (homonymie).
Maurice Senart est un éditeur de musique français né le 29 janvier 1878 à Paris et mort dans la même ville le 23 mai 1962.

## Éléments biographiques
Maurice François Marie Sénart naît à Paris (7e arrondissement) le 29 janvier 1878,.
En 1908, il fonde une maison d'édition musicale en association avec B. Roudanez, puis en assure seul la direction à compter de 1912.
En 1920, avec Albert Neuburger, la firme est réorganisée en Société anonyme des éditions Maurice Senart,.
En 1925, Maurice Sénart est nommé chevalier de la Légion d'honneur,.
Il meurt à Paris (18e arrondissement) le 23 mai 1962,.

## Éditions Maurice Senart

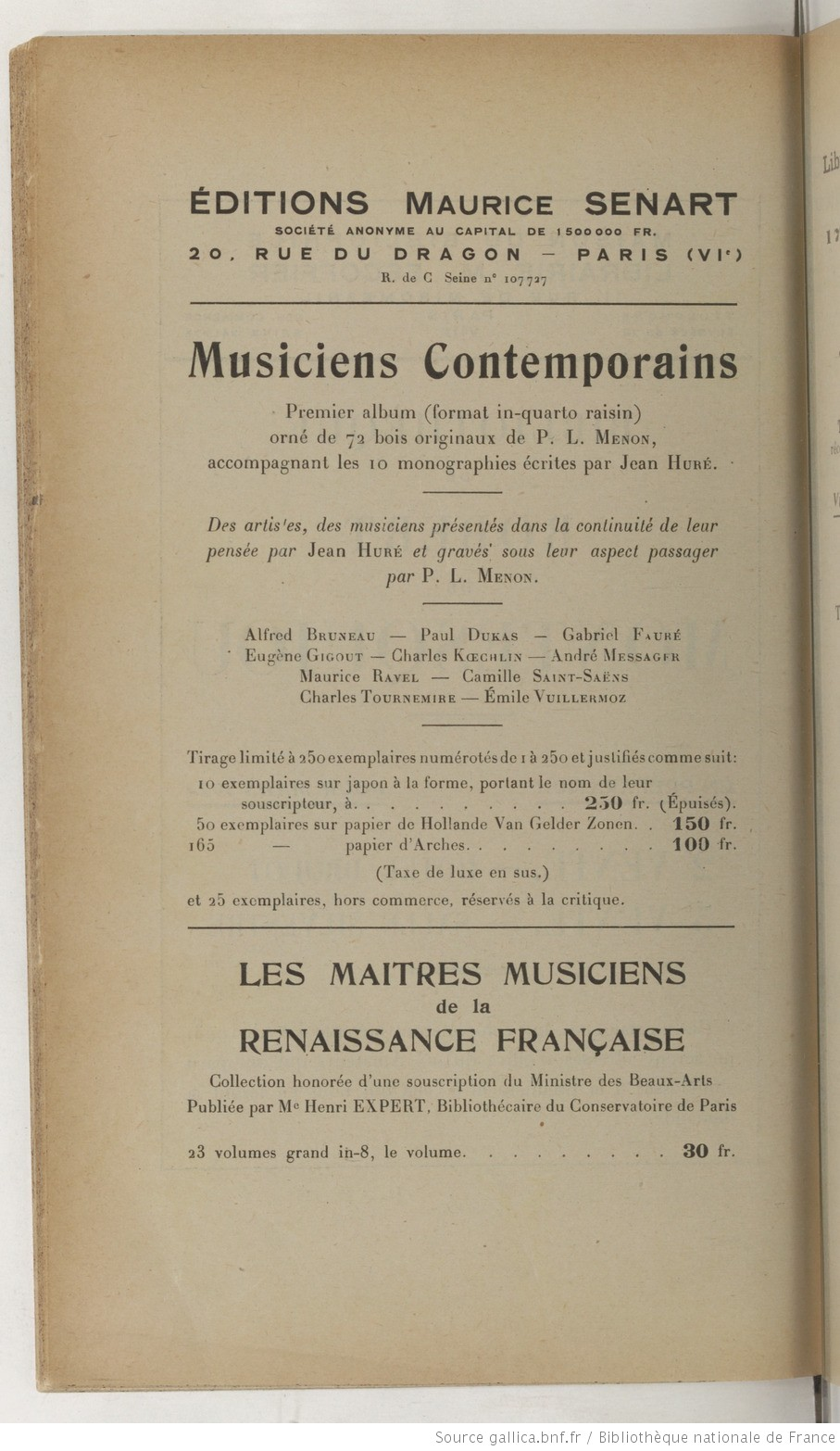
Encart publicitaire pour les éditions Maurice Senart (1924).

Parmi les principales publications de Maurice Senart figure l'important recueil Maîtres musiciens de la Renaissance française édité par Henry Expert, les Maîtres contemporains de l'orgue édités par Joseph Joubert, l'Édition classique en morceaux détachés et les Transcriptions classiques éditées par Vincent d'Indy, l'Édition nationale de musique classique, qui comprend notamment les éditions de travail d'Alfred Cortot réalisées autour des œuvres de Chopin, Schumann, Liszt et Weber, ou encore La Musique de chambre, une vaste collection périodique de musique vocale et instrumentale concentrée sur les auteurs modernes,,.
Senart est un fervent défenseur de la musique française de son temps, publiant notamment Cras, Milhaud, Inghelbrecht, Koechlin, Rivier, Delannoy, Migot, Jaques-Dalcroze, la majeure partie du catalogue d'Honegger et des œuvres de compositeurs étrangers établis à Paris, Tansman et Harsányi par exemple, ou Casella et Malipiero,,.
En 1925, le catalogue Senart comprenait 5 000 œuvres.
En 1941, la maison d'édition est rachetée par Salabert,.